# Halmstads kommun
Halmstads kommun er en kommune i Hallands län i Sverige. To tredjedele af befolkningen bor i den centrale by, Halmstad. Halmstad kommun er den største af Hallands kommuner med hensyn til befolkning og Halmstad er Hallands residensby.
Kommunen er placeret i den sydlige del af Halland. Halmstad grænser i syd til Laholms kommun, i nord til Falkenberg och Hylte kommuner og i øst til Ljungby kommun i Kronobergs län. Halmstad ligger ved Kattegat. Fra nordøst til sydvest løber floden Nissan.
Halmstads kommun blev dannet gennem kommunalreformen i 1971 og bestod da kun af Halmstad by. I 1974 blev følgende (amts)kommuner også en del af Halmstads kommun: Oskarstrøm, Eldsberga, Ensløv, Getinge, Harplinge og Kvibille.

## Byområder
Der er 19 byområder i Halmstads kommun.
I tabellen vises byområderne i størrelsesorden pr. 31. december 2018. Hovedbyen er markeret med fed skrift.
| #  | Byområde       | Befolkning |
| -- | -------------- | ---------- |
| 1  | Halmstad       | 69.537     |
| 2  | Oskarstrøm     | 4.223      |
| 3  | Frøsakull      | 2.492      |
| 4  | Getinge        | 1.963      |
| 5  | Åled           | 1.812      |
| 6  | Haverdal       | 1.741      |
| 7  | Gullbrandstorp | 1.733      |
| 8  | Trønninge      | 1.633      |
| 9  | Harplinge      | 1.567      |
| 10 | Steninge       | 1.021      |
| 11 | Kvibille       | 964        |
| 12 | Holm           | 800        |
| 13 | Eldsberga      | 751        |
| 14 | Villshærad     | 750        |
| 15 | Gullbranna     | 664        |
| 16 | Simlångsdalen  | 661        |
| 17 | Laxvik         | 488        |
| 18 | Sennan         | 377        |
| 19 | Skedala        | 372        |

## Distrikter
| - Breared - Eldsberga - Ensløv - Getinge - Harplinge | - Holm - Kvibille - Oskarstrøm - Rævinge - Slættåkra | - Snøstorp - Steninge - Søndrum - Trønninge - Tønnersjø | - Vapnø - Øvraby |